# Viktor Gyökeres
Viktor Einar Gyökeres (ur. 4 czerwca 1998) – szwedzki piłkarz pochodzenia węgierskiego, występujący na pozycji napastnika w angielskim klubie Arsenal oraz reprezentacji Szwecji. Piłkarz roku Szwecji w 2024 roku.